# Silobia myochroa
Silobia myochroa är en lavart som beskrevs av Martin Westberg. Silobia myochroa ingår i släktet Silobia, och familjen Acarosporaceae. Arten är reproducerande i Sverige.